# Копальня Лейк-Вей
Копальня Лейк-Вей — гірничодобувний майданчик на заході Австралії.
Наприкінці 2010-х в Австралії узялись за реалізацію кількох проєктів, продукцією яких мав бути високоякісний сульфат калію. Одним з них стала копальня, сировинною базою для якої виступає солене озеро Лейк-Вей. Технологічний процес передбачає вилучення ропи з неглибоких траншей та свердловин (останні експлуатуватимуть водоносні горизонти під озером), причому проєктні розрахунки показували, що траншеї завдовжки 132 кілометра та 18 свердловин повинні на початковому етапі забезпечувати отримання 18,2 млн м3 ропи на рік, а за умови успішного розвитку проєкту в подальшому буде потрібно спорудити кілька тисяч свердловин. Загальні запаси сульфату калію в озері можуть забезпечити діяльність копальні протягом 20 років з потужністю 245 тисяч тонн на рік.
Отримана ропа проходить багатостадійну переробку, під час якої вона рухається по системі ставків-випаровувачів, що дозволяє підвищити концентрацію цільових мінералів — каїніту (сульфат-хлорид калію-магнію) та шеніту (сульфат калію-магнію), а додатковий ланцюжок забезпечує конверсію каїніту в шеніт. Далі шеніт знову розчиняється у воді та розігрівається в спеціальному реакторі, з якого отримують сульфат калію та розчин сульфату магнію та шеніту (зазначений розчин охолоджують з метою виділення вторинного шеніту). Завершальним етапіом підготовки є сушка сульфату калію, при цьому сушарки споживають природний газ, що надходить через відгалуження завдовжки 26 кілометрів та діаметром 100 мм від трубопроводу Ярралула – Есперанс.
Реалізацію проєкту організували через Salt Lake Potash (SO4), що належала компанії Australian Potash. Станом на кінець 2020-го рівень готовності досягнув 81 % (89 % для переробного комплексу), крім того, підготували 27 тисяч тонн каїніту та шеніту для проведення процесу введення в експлуатацію, що стартував навесні 2021-го. Втім, на той час проєкт зазнав фінансових ускладнень, що призвело до введення зовнішнього управління та завершилось наприкінці 2022-го продажем Salt Lake Potash (SO4) новому інвестору — чеській Sev.en Global Investments. Остання змогла відновити роботи і в липні 2024-го повідомили про отримання першої продукції.